# Gottfried Weiss (Jurist)
Gottfried Ernst Weiss (* 15. Februar 1892 in St. Gallen; † 11. November 1956 in Zollikon) war ein Schweizer Rechtswissenschaftler.

## Leben
Gottfried Weiss absolvierte das Gymnasium in Winterthur. Anschliessend studierte er Rechtswissenschaften an der Universität Zürich. Im Jahr 1914 promovierte er ebenda mit der Arbeit Die Eintragswirkungen des Güterrechtsregisters und ihre Beziehungen zum Grundbuchrecht zum Doktor der Rechte. In der Folge war er Sekretär des Bundesgerichts sowie ab 1923 als Rechtsanwalt tätig und wurde Mitinhaber einer Zürcher Advokatur.
Weiss wandte sich nach einiger Zeit in der Praxis wieder der Wissenschaft zu. Nach der Habilitation 1936 mit der Schrift Das Recht der Grundpfandgläubiger an den Erträgnissen des verpfändeten Grundstückes wurde er 1945 ordentlicher Professor für Zivilgesetzbuch und Handelsrecht an der Universität Zürich. Zu seinen Schülern gehören Mario Pedrazzini und Hans Vontobel. Weiss’ Forschungsschwerpunkt lag im Bereich des Zivilrechts. Ausserdem beschäftigte er sich intensiv mit der Juristenausbildung in der Schweiz und deren Reform. So verfasste er 1949 ein umfangreiches Gutachten zur Gestaltung des Rechtsstudiums für den Schweizerischen Juristentag.
Weiss wohnte ab Mitte der 1940er in Küsnacht. Er war verheiratet und starb im Alter von 64 Jahren.

## Schriften (Auswahl)
- Die Eintragswirkungen des Güterrechtsregisters und ihre Beziehungen zum Grundbuchrecht. Ein Beitrag zum neuen schweizerischen Zivilrecht. K. Weiss, St. Gallen 1915, OCLC 81770122 (zugleich: Dissertation, Universität Zürich, 1914).
- (Hrsg.): Sammlung eidgenössischer und kantonaler Entscheidungen zum schweizerischen Zivilgesetzbuch und Obligationenrecht sowie den zugehörigen Nebengesetzen, Verordnungen und internationalen Übereinkünften umfassend den Zeitraum 1912–1921. Vier Bände. Schulthess, Zürich 1925–1934.
- Das Recht der Grundpfandgläubiger an den Erträgnissen des verpfändeten Grundstückes. K. Weiss, St. Gallen 1936, OCLC 493387102 (zugleich: Habilitationsschrift, Universität Zürich).
- Reformbestrebungen im schweizerischen Hypothekarrecht im Anschluss an die wirtschaftliche Krise. Antrittsrede, gehalten am 30. Januar 1937. K. Weiss, St. Gallen 1937.
- Die Gestaltung des Rechtsstudiums (= Verhandlungen des Schweizerischen Juristenvereins. Jg. 1949, Nr. 2). Helbing & Lichtenhahn, Basel 1949.
- mit Ernst Wolfer (Hrsg.): Sammlung eidgenössischer und kantonaler Entscheidungen zum schweizerischen Zivilgesetzbuch und Obligationenrecht, umfassend den Zeitraum 1922–1937. Vier Bände. Schulthess, Zürich 1942–1951.
- (Bearb.): Obligationenrecht. Das Aktienrecht (= Berner Kommentar. Band 7, 2. Abteilung, 1. Lieferung). Stämpfli, Bern 1956.
- Zum schweizerischen Aktienrecht (= Abhandlungen zum schweizerischen Recht; N.F. Band 385). Stämpfli, Bern 1968.